# Uroxys
Uroxys är ett släkte av skalbaggar. Uroxys ingår i familjen bladhorningar.

## Dottertaxa tillUroxys, i alfabetisk ordning[1]
- Uroxys angulatus
- Uroxys angulicollis
- Uroxys aphodioides
- Uroxys aterrimus
- Uroxys bahianus
- Uroxys batesi
- Uroxys besti
- Uroxys boneti
- Uroxys brachialis
- Uroxys brevis
- Uroxys catharinensis
- Uroxys caucanus
- Uroxys chichanich
- Uroxys coarctatus
- Uroxys corniculatus
- Uroxys corporaali
- Uroxys cuprescens
- Uroxys deavilai
- Uroxys depressifrons
- Uroxys dilaticollis
- Uroxys dybasi
- Uroxys elongatus
- Uroxys epipleurale
- Uroxys frankenbergeri
- Uroxys gatunensis
- Uroxys gorgon
- Uroxys histeroides
- Uroxys inconspicuus
- Uroxys kratochvili
- Uroxys laevipennis
- Uroxys latesulcatus
- Uroxys latus
- Uroxys lojanus
- Uroxys macrocularis
- Uroxys magnus
- Uroxys metagorgon
- Uroxys metallescens
- Uroxys microcularis
- Uroxys micros
- Uroxys minutus
- Uroxys monstrosus
- Uroxys nebulinus
- Uroxys pauliani
- Uroxys peruanus
- Uroxys platypyga
- Uroxys productus
- Uroxys pygmaeus
- Uroxys rugatus
- Uroxys simplex
- Uroxys spaethi
- Uroxys sulai
- Uroxys sulcicollis
- Uroxys tacanensis
- Uroxys terminalis
- Uroxys thoracalis
- Uroxys transversifrons
- Uroxys trinitatis
- Uroxys tuberculatus
- Uroxys variabilis
- Uroxys vincentiae